# Donald 3. af Skotland
Donald 3. af Skotland, med tilnavnet Donald Den Hvide, (ca. 1032–1099) var konge af Skotland fra 1093–1094 og igen 1094–1097.

## Liv
Donald blev født i c. 1032, og blev formentlig skabt Mormaer eller jarl af Gowrie i c. 1060.[kilde mangler]
Donald tilranede sig tronen i Skotland den 13. november, 1093, ved døden af hans bror, Malcolm 3., men blev afsat af Malcolms søn Duncan 2. i maj, 1094, med hjælp fra Vilhelm II (Rufus) af England.[kilde mangler]
Da Duncan 2. døde den 12 november, 1094, blev Donald 3. genindsat til tronen som fælles monark med sin nevø Kong Edmund. Donald herskende nord for Forth og Clyde kanalen, og Edmund herskede syd for den. Både Donald og Edmund blev i oktober, 1097 afsat af Malcolm 2.'s søn Edgar Skotland med hjælp fra Vilhelm 2. af England, til fordel for Kong Edgar. Der findes ingen optegnelser om, at Donald nogensinde er blevet kronet, ligeledes Edmund.

## Familie
Donald giftede en ukendt kvinde og fik barnet:
- Bethoc, som ægtede Huctred af Tynedale.[3] De fik sammen datteren:
  - Hextilda; hun ægtede først Richard Comyn, og fik børn. Hun ægtede anden gang Malcolm, 2. jarl af Atholl, og fik børn, heriblandt den 2. jarl af Atholl.[3]

## Uddybende noter
1. ↑  Gælisk: Domnall mac Donnchada; moderen gælisk: Dòmhnall mac Dhonnchaidh.[kilde mangler]
2. ↑  Middaldergæliskgælisk: Domnall Bán, anglificeret som "Donald Bane/Bain" eller "Donalbane/Donalbain".[kilde mangler]